# Иван Кирпиков
Иван Димитров Кирпиков е български офицер, полковник от генералния щаб, старши адютант в 11-а пехотна сборна дивизия през Балканската (1912 – 1913) и Междусъюзническата война (1913), командир на 20-и пехотен добруджански полк и началник-щаб на Сборната пехотна дивизия през Първата световна война (1915 – 1918).

## Биография
Иван Кирпиков е роден на 14 юни 1877 г. в Ташбунар, Бесарабия. На 5 септември 1895 постъпва на военна служба. През 1900 г. завършва Военното на Негово Княжеско Височество училище, произведен е в чин подпоручик и зачислен в 4-ти артилерийски полк. На 1 август 1903 г. е произведен в чин поручик. През 1903 г. като поручик от Шуменския крепостен батальон е командирован за обучение в Николаевската академия на генералния щаб в Санкт Петербург, Русия, като завършва през 1906 година. След завръщането си от Русия, през 1907 г. е назнчен за и. д. старши адютант на 1-ва бригада от 3-та пехотна балканска дивизия. През 1908 г. е произведен в чин капитан. Служи като офицер за поръчки във 2-ра инспекционна област, като през 1909 г. е причислен към Генералния щаб. През 1911 г. е на служба в 8-и артилерийски полк.
Капитан Кирпиков взема участие в Балканската (1912 – 1913) и Междусъюзническата война (1913), като първоначално е в редовете на 1-ва бригада от 3-та пехотна балканска дивизия, на 18 май 1913 г. е произведен в чин майор и през юли 1913 е назначен за старши адютант в 11-а пехотна сборна дивизия. След войните преподава във Военното на Негово Величество училище.
По време на Първата световна война (1915 – 1918) майор Иван Кирпиков първоначално служи като началник-щаб на 1-ва бригада от 3-та пехотна балканска дивизия, след което е назначен за началник-щаб на Сборната пехотна дивизия. На 10 октомври 1916 г. е произведен в чин подполковник, а на 28 декември 1916 е назначен за командир на дружина от 24-ти пехотен черноморски на Н.В. Царица Елеонора полк. През 1917 г. като началник-щаб на 1-ва бригада от 3-та пехотна балканска дивизия, съгласно заповед № 679 по Действащата армия е награден с Военен орден „За храброст“ IV степен, 1 клас. От 28 септември 1917 поема командването на 20-и пехотен добруджански полк. През 1918 година за службата си като началник-щаб на Сборната дивизия е награден с Военен орден „За храброст“ III степен, 2 клас, която награда е потвърдена със заповед № 355 от 1921 г. по Министерството на войната.
Към края на 1918 г. е назначен за началник на Школата за запасни офицери в Княжево, на 20 април 1920 е произведен в чин полковник и към края на същата година е уволнен от служба.
В периода 19 юни 1927 – 18 април 1931 г. е народен представител в XXII обикновено народно събрание от Демократическия сговор.
Полковник Иван Кирпиков умира в с. Любимец към края на 50-те години.

## Семейство
Полковник Иван Кирпиков има четири сина: Иван, Панайот, Калоян и Атила. Взема при себе си племенника си Александър, който също е роден в Ташбунар, завършва Военното училище и достига до чин полковник.

## Военни звания
- Подпоручик (1900)
- Поручик (1 август 1903)
- Капитан (1908)
- Майор (18 май 1913)
- Подполковник (10 октомври 1916)
- Полковник (20 април 1920)

## Награди
- Военен орден „За храброст“ IV степен, 2 клас
- Военен орден „За храброст“ IV степен, 1 клас (1917)
- Военен орден „За храброст“ III степен, 2 клас (1918/1921)
- Народен орден „За военна заслуга“, IV степен на военна лента
- Орден За заслуга на обикновена лента